# Rivière Tournemine
Pour les articles homonymes, voir Tournemine.
La rivière Tournemine est un affluent de la rivière Témiscamie (versant du lac Mistassini (via le lac Albanel) et de la rivière Rupert), coulant dans la municipalité de Eeyou Istchee Baie-James, dans la région administrative du Nord-du-Québec, au Québec, au Canada. La partie inférieure du cours de la rivière traverse le canton de Lusson.
La partie inférieure de la vallée de la rivière Tournemine est desservie par quelques routes forestières secondaires qui se connectent une route forestière principale route 167 venant de Chibougamau en passant à l'est du lac Mistassini. La
route forestière R1048 passant à l'est du lac Tournemine dessert la partie supérieure de la vallée.
La surface de la rivière Tournemine est habituellement gelée de la fin octobre au début mai, toutefois la circulation sécuritaire sur la glace se fait généralement de la mi-novembre à la fin d'avril.

## Géographie
Les bassins versants voisins de la rivière Tournemine sont :
- côté nord : lac Albanel, lac Mistassini, ruisseau Richmond ;
- côté est : lac Linne, lac Clérac, lac Budemont, lac Claverie, lac Beauregard, Lac à l'Eau Froide (rivière Témiscamie), rivière Mistassini ;
- côté sud : lac File Axe, rivière à la Perche (lac Mistassini), rivière du Chef, lac Duberger ;
- côté ouest : rivière Témiscamie, rivière Métawishish, baie Cabistachouane, baie Abatagouche, baie du Poste (lac Mistassini), rivière Pipounichouane, lac Mistassini[2].

La rivière Tournemine prend sa source d'un petit lac non identifié (longueur de km ; altitude de 540 m), situé en zone montagneuse sur le versant Nord de la ligne de partage des eaux entre les bassins versants du lac Mistassini (dans Eeyou Istchee Baie-James (municipalité) et du lac Saint-Jean.
Ce lac de tête de la rivière Tournemine est située presque à la limite des deux régions administratives, soit à :
- 27,3 km au sud-est de l'embouchure du lac Tournemine ;
- 1,3 km au sud-ouest d'un sommet (altitude : 624 m) de montagne, situé à la ligne de partage des eaux entre le lac Mistassini et le lac Saint-Jean ;
- 35 km au sud-est de l'embouchure de la rivière Tournemine (confluence avec la rivière Témiscamie) ;
- 77,6 km au sud-est de l'embouchure du lac Mistassini (soit la confluence de la baie Radisson à la source de la rivière Rupert) ;
- 99,3 km au nord-est du centre du village de Mistissini (municipalité de village cri) ;
- 154,9 km au nord-est du centre-ville de Chibougamau[2].

À partir du lac de tête, le courant de la rivière Tournemine coule sur environ 90 km, entièrement en zone forestière en longeant (du côté Ouest) la limite des deux régions administratives, selon les segments suivants :
Partie supérieure de la rivière Tournemine (segment de 35,6 km)
- 4,4 km vers du nord-est en traversant plusieurs petits plans d'eau formé par l'élargissement de la rivière et en longeant plus ou moins la délimitation des deux régions administratives, jusqu'à la rive sud du lac non identifié ;
- 7,1 km vers le nord en traversant un lac non identifié (altitude : 507 m) sur sa pleine longueur et dont la rive est comporte de nombreuses baies, jusqu'à son embouchure ;
- 5,6 km d'abord vers le nord, puis vers l'ouest, notamment en traversant un lac non identifié sur 3,5 km jusqu'à son embouchure ;
- 8,6 km vers l'ouest, notamment en traversant sur 6,8 km un lac non identifié (altitude : 503 m) de forme complexe comportant de nombreuses presqu'iles, îles et baies ;
- 0,9 km vers le nord-ouest, jusqu'à la rive est du lac Cosnier ;
- 9,0 km vers le sud-ouest en traversant le lac Cosnier (longueur : 16,8 km ; altitude : 497 m) ;

Partie intermédiaire de la rivière Tournemine (segment de 27,9 km)
- 17,7 km vers le nord-ouest en formant à priori un crochet vers le sud-ouest, en traversant sur 3,1 km un lac non identifié (altitude : 474 m), en formant une boucle vers le sud-ouest au centre du segment et un crochet vers l'ouest en fin de segment, jusqu'à la rive sud du lac Tournemine ;
- 10,2 km vers le nord-ouest en traversant le lac Tournemine (longueur : 15,9 km ; altitude : 420 m) lequel a la forme d'un grand U ouvert vers le nord à cause d'une grande presqu'île s'étirant vers le sud-ouest, jusqu'à son embouchure ;

Partie inférieure de la rivière Tournemine (segment de 27,5 km)
- 8,6 km vers le nord-ouest en formant un crochet vers le nord, jusqu'à la décharge (venant du sud-ouest) de plusieurs lacs non identifiés ;
- 18,9 km d'abord vers le nord, puis du nord-est notamment en traversant le lac Louis-Jolliet sur 1,0 km, jusqu'à l'embouchure de la rivière. Note : À environ 4 km en amont de l'embouchure de la rivière, les adeptes du canotage ou de kayatisme utilisent le portage Windigo sur 1,5 km afin de traverser un passage particulièrement tortueux[2].

L'eembouchure de la rivière Tournemine (confluence avec la rivière Témiscamie) est située à :
- 9,8 km au sud-est du lac Albanel ;
- 56,6 km au nord-est de l'embouchure du lac Mistassini (entrée de la baie Radisson et début de la rivière Rupert) ;
- 100,5 km au nord-est du centre du village de Mistissini (municipalité de village cri) ;
- 167,1 km au nord-est du centre-ville de Chibougamau ;
- 173,6 km à l'est de l'embouchure du lac Mesgouez lequel est traversé par la rivière Rupert ;
- 415 km à l'est de la confluence de la rivière Rupert et de la baie de Rupert[2].

À partir de l'embouchure de la rivière Tournemine, le courant coule sur 26,6 km vers le sud-ouest en suivant le cours de la rivière Témiscamie, jusqu'à son embouchure. La rivière Témiscamie se déverse au fond de la baie de la Témiscamie située au milieu de la rive sud-est du lac Albanel ; cette baie est bordée à l'ouest par la presqu'île de Chébamonkoue.
De là, le courant coule vers le nord-ouest en traversant le lac Albanel, puis traverse la passe entre la péninsule Du Dauphin et la péninsule du Fort-Dorval (côté Sud-Ouest), jusqu'à la rive est du lac Mistassini. De là, le courant traverse vers l'ouest le lac Mistassini sur 47,6 km, jusqu'à son embouchure. Finalement, le courant emprunte le cours de la rivière Rupert, jusqu'à la baie de Rupert.

## Toponymie
Le toponyme « rivière Tournemine » a été officialisé en 1945 par la Commission de géographie du Québec. Ce toponyme évoque l'œuvre de vie de Marguerite de Tournemine, veuve de François Massuel et seconde épouse (1596) du marquis de La Roche de Mesgouez (1540?-1606). Ce dernier devint vice-roi de la Nouvelle-France en 1578 et lieutenant général des pays de Canada, de Terre-Neuve, de Labrador et de Norembègue en 1598, nomination lui conférant, notamment, le monopole de la traite des fourrures. Variante  : Rivière Tétépiskaw.
Le toponyme « rivière Tournemine » a été officialisé le 5 décembre 1968 à la Banque des noms de lieux de la Commission de toponymie du Québec, soit à la création de cette commission.